# Lista de património edificado no distrito de Coimbra
Esta lista é uma sublista da Lista de património edificado em Portugal para o Distrito de Coimbra, ordenada alfabeticamente por concelho, baseada nas listagens do IPPAR de Março de 2005 e atualizações.
Legenda:
- Os monumentos podem eventualmente ter várias designações, sendo estas separadas nesse caso pela conjunção "ou";
- Por vezes vários edifícios fazem parte de uma mesma classificação patrimonial, sendo nesse caso separados pela conjunção "e";
- A existência de dois graus de classificação diferente para um mesmo monumento (usualmente VC e outro) significa que este aguarda uma classificação definitiva, se bem que tenha sido homologado com o grau indicado (ex: VC-IIP é um imóvel em vias de classificação, homologado com o grau de Imóvel de Interesse Público).

Observação: São preservadas as denominações adoptadas pelo IPPAR, mesmo que elas apresentem outras alternativas. Nestes casos há redireccionamento para aquela em que o artigo está redigido, podendo ou não esta designação aparecer na lista.

## Arganil
| ID       | Designações | Categoria              | Tipologia  | Freguesia         | Grau | Ano  | Coordenadas                  | Imagem       |
| -------- | --- | ---------------------- | ---------- | ----------------- | ---- | ---- | ---------------------------- | ------------ |
| 69841    | Igreja de São Pedro de Arganil | Arquitectura religiosa | Igreja     | Arganil           | MN   | 1931 | 40.22932639° N 8.06731749° O |              |
| 71066    | Igreja da Misericórdia de Arganil | Arquitectura religiosa | Igreja     | Arganil           | IIM  | 1977 | 40.22067368° N 8.05553047° O |              |
| 72906    | Capela do Senhor da Agonia | Arquitectura religiosa | Capela     | Arganil           | IIP  | 1982 | 40.21580657° N 8.04970923° O |              |
| 72907    | Pelourinho de Arganil (frag.) | Arquitectura civil     | Pelourinho | Arganil           | IIP  | 1933 | 40.217486° N 8.054657° O     |              |
| 73266    | Mosteiro de Folques, recheio artístico e quinta                                                                                        | Arquitectura religiosa | Mosteiro   | Folques           | IIP  | 2002 | 40.22656792° N 8.00034933° O | Mais imagens |
| 73200    | Povoação de Piodão | Arquitectura civil     | Povoação   | Piódão            | IIP  | 1978 | 40.229444° N 7.825° O        | Mais imagens |
| 74012    | Igreja Matriz de Pombeiro da Beira, incluindo dois túmulos existentes na capela-mor (Túmulo de Mateus da Cunha, 7º senhor de Pombeiro) | Arquitectura religiosa | Túmulo     | Pombeiro da Beira | IIP  | 1944 | 40.21763619° N 8.14486355° O | Mais imagens |
| 155605   | Capela da Póvoa da Rainha Santa ou Capela da Rainha Santa                                                                              | Arquitectura religiosa | Capela     | Pombeiro da Beira | VC   | 1993 |                              |              |
| 73337    | Castro da Lomba do Canho | Arqueologia            | Castro     | Secarias          | IIP  | 1959 | 40.24012211° N 8.04967983° O |              |
| 155604   | Convento de Santo António (Vila Cova de Alva)                                                                                          | Arquitectura religiosa | Capela     | Vila Cova de Alva | IIM  | 2002 |                              |              |
| 3736873  | Igreja Matriz de Vila Cova de Alva | Arquitectura religiosa | Igreja     | Vila Cova de Alva | MIP  | 2011 | 40.27838336° N 7.94539686° O |              |
| 15264305 | Pelourinho de Vila Cova de Alva | n/a                    | n/a        | Vila Cova de Alva | IIP  |      | 40.28316° N 7.942254° O      |              |

 Legenda: PM - Património Mundial · MN - Monumento Nacional · IIP - Imóvel de Interesse Público · MIP - Monumento de Interesse Público · CIP - Conjunto de Interesse Público · SIP - Sítio de Interesse Público · IIM - Imóvel de Interesse Municipal · MIM - Monumento de Interesse Municipal · CIM - Conjunto de Interesse Municipal · SIM - Sítio de Interesse Municipal · VC - Em vias de classificação · SPL - Sem proteção legal

## Cantanhede
| ID     | Designações                                                     | Categoria              | Tipologia | Freguesia  | Grau | Ano  | Coordenadas                  | Imagem       |
| ------ | --------------------------------------------------------------- | ---------------------- | --------- | ---------- | ---- | ---- | ---------------------------- | ------------ |
| 74650  | Igreja de Nossa Senhora do Ó ou Igreja Paroquial de Ançã        | Arquitectura religiosa | Igreja    | Ançã       | IIP  | 1983 | 40.27243606° N 8.52219726° O |              |
| 73804  | Capela de Santo Amaro (Cadima)                                  | Arquitectura religiosa | Igreja    | Cadima     | IIP  | 1982 | 40.31553612° N 8.65076187° O |              |
| 71203  | Capela de Varziela ou Capela de Nossa Senhora da Misericórdia   | Arquitectura religiosa | Capela    | Cantanhede | MN   | 1910 | 40.36967073° N 8.62762878° O |              |
| 74426  | Igreja de São Pedro (Cantanhede) ou Igreja Matriz de Cantanhede | Arquitectura religiosa | Igreja    | Cantanhede | IIP  | 1957 | 40.34705301° N 8.5940126° O  | Mais imagens |
| 155615 | Cruzeiro de Póvoa da Lomba                                      | Arquitectura religiosa | Cruzeiro  | Cantanhede | IIM  | 1996 |                              |              |
| 71592  | Casa de António Mendes da Fonseca                               | Arquitectura civil     | Casa      | Pocariça   | IIM  | 1982 | 40.36081148° N 8.59224648° O |              |
| 72905  | Igreja Matriz da Tocha ou Igreja de Nossa Senhora da Tocha      | Arquitectura religiosa | Igreja    | Tocha      | IIP  | 1944 | 40.30600773° N 8.75655523° O |              |

 Legenda: PM - Património Mundial · MN - Monumento Nacional · IIP - Imóvel de Interesse Público · MIP - Monumento de Interesse Público · CIP - Conjunto de Interesse Público · SIP - Sítio de Interesse Público · IIM - Imóvel de Interesse Municipal · MIM - Monumento de Interesse Municipal · CIM - Conjunto de Interesse Municipal · SIM - Sítio de Interesse Municipal · VC - Em vias de classificação · SPL - Sem proteção legal

## Coimbra
| ID       | Designações | Categoria              | Tipologia  | Freguesia                 | Grau | Ano  | Coordenadas                           | Imagem       |
| -------- | --- | ---------------------- | ---------- | ------------------------- | ---- | ---- | ------------------------------------- | ------------ |
| 155637   | Torre de Bera | Arquitectura militar   | Torre      | Almalaguês                | VC   | 1995 |                                       |              |
| 3744037  | Igreja Paroquial de Almalaguês, incluindo a Capela de São Pedro e a Capela de Nossa Senhora da Alegria                                                                                    | Arquitectura religiosa | Igreja     | Almalaguês                | VC   | 1994 |                                       |              |
| 70528    | Torre de Anto ou Torre do Prior do Ameal ou Casa do Artesanato ou Núcleo Museológico da Memória da Escrita                                                                                | Arquitectura militar   | Torre      | Almedina                  | MN   | 1935 | 40.20986359° N 8.42834897° O          | Mais imagens |
| 70529    | Sé Velha de Coimbra ou Igreja da Sé Velha, compreendendo o túmulo de D. Sesnando | Arquitectura religiosa | Sé         | Almedina                  | MN   | 1910 | 40.2085614° N 8.42692202° O           | Mais imagens |
| 70530    | Misericórdia de Coimbra ou Igreja do Colégio Novo e claustro | Arquitectura religiosa | Igreja     | Almedina                  | MN   | 1910 | 40.21018885° N 8.42793926° O          | Mais imagens |
| 70531    | Paço de Sub-Ripas, Paço de Sobre-Ripas, Arco de Sub-Ripas ou Palácio de Sub-Ribas | Arquitectura civil     | Paço       | Almedina                  | MN   | 1910 | 40.20944927° N 8.42837066° O          |              |
| 73252    | Casa da Nau ou Casa do Navio | Arquitectura civil     | Casa       | Almedina                  | IIP  | 1960 | 40.20760278° N 8.42849182° O          |              |
| 73254    | Igreja do Antigo Colégio de Santo António da Estrela | Arquitectura religiosa | Igreja     | Almedina                  | IIP  | 1996 | 40.20739471° N 8.42885504° O          |              |
| 70553    | Cidade dos Mouros ou Cidade da Mata do Antanhol | Arqueologia            | Cidade     | Antanhol                  | MN   | 1943 | 40.16309109° N 8.4758733° O           |              |
| 73157    | Igreja Paroquial de Castelo Viegas ou Igreja de Santo Estêvão | Arquitectura religiosa | Igreja     | Castelo Viegas            | IIP  | 2002 | 40.16147774° N 8.40543711° O          |              |
| 155635   | Convento de São Jorge de Milreus | Arquitectura religiosa | Convento   | Castelo Viegas            | IIP  | 2002 | 40.16147774° N 8.40543711° O          |              |
| 327773   | Conjunto dos edifícios da Associação Académica de Coimbra, Teatro Académico de Gil Vicente e Cantinas                                                                                     | n/a                    | n/a        | Coimbra (Sé Nova)         | IIP  |      | 40.20914343° N 8.42111016° O          | Mais imagens |
| 71002    | Capela do Espírito Santo (Eiras) ou Capela do Sacramento | Arquitectura religiosa | Capela     | Eiras                     | IIM  | 1982 | 40.24878993° N 8.42341789° O          |              |
| 70695    | Mosteiro de Santa Clara-a-Nova ou Mosteiro de Santa Isabel e túmulo da Rainha Santa Isabel, claustro e coros                                                                              | Arquitectura religiosa | Mosteiro   | Santa Clara               | MN   | 1910 | 40.20285059° N 8.43777326° O          | Mais imagens |
| 70696    | Mosteiro de Santa Clara-a-Velha (primitivo) | Arquitectura religiosa | Mosteiro   | Santa Clara               | MN   | 1910 | 40.20276° N 8.43349° O                | Mais imagens |
| 73181    | Quinta das Canas (incluindo a Lapa dos Esteios) | Arquitectura civil     | Quinta     | Santa Clara               | IIP  | 1982 |                                       |              |
| 73182    | Gruta dos Alqueves | Arqueologia            | Gruta      | Santa Clara               | VC   | 1988 |                                       |              |
| 73803    | Quinta das Lágrimas | Arquitectura civil     | Quinta     | Santa Clara               | IIP  | 1977 | 40.197735° N 8.43446188° O            | Mais imagens |
| 155631   | Aqueduto de Santa Clara ou Aqueduto do Real Mosteiro de Santa Clara | Arquitectura civil     | Aqueduto   | Santa Clara               | IIP  | 2002 | 40.20012659° N 8.43938179° O          |              |
| 155634   | Casa do Forno | Arquitectura civil     | Casa       | Santa Clara               | VC   | 1995 |                                       |              |
| 155638   | Quinta da Copeira | Arquitectura civil     | Quinta     | Santa Clara               | VC   |      |                                       |              |
| 69811    | Igreja de São Domingos (Coimbra) | Arquitectura religiosa | Igreja     | Santa Cruz                | MN   | 1910 | 40.213016° N 8.430996° O              |              |
| 69812    | Igreja de São João das Donas ou Igreja de São João de Santa Cruz ou Café Santa Cruz | Arquitectura religiosa | Igreja     | Santa Cruz                | MN   | 1921 | 40.210797° N 8.428837° O              | Mais imagens |
| 69813    | Mosteiro de Santa Cruz ou Mosteiro de Santa Cruz de Coimbra e túmulos de D. Afonso Henriques e de D. Sancho I                                                                             | Arquitectura religiosa | Mosteiro   | Santa Cruz                | MN   | 1910 | 40.210945° N 8.428761° O              | Mais imagens |
| 69814    | Igreja da Graça ou Igreja de Nossa Senhora da Graça ou Colégio da Graça | Arquitectura religiosa | Igreja     | Santa Cruz                | MN   | 1997 | 40.213838° N 8.431° O                 |              |
| 69815    | Claustro da Manga ou Jardim da Manga | Arquitectura civil     | Jardim     | Santa Cruz                | MN   | 1934 | 40.211275234307° N 8.4278386831284° O | Mais imagens |
| 74886    | Rua da Sofia | Arquitectura civil     | Rua        | Santa Cruz                | IIP  | 1971 | 40.212935° N 8.430607° O              |              |
| 3744022  | Igreja do Carmo (Coimbra) | Arquitectura religiosa | Igreja     | Santa Cruz                | MN   | 2003 | 40.213125° N 8.430329° O              |              |
| 69791    | Mosteiro de Celas | Arquitectura religiosa | Mosteiro   | Santo António dos Olivais | MN   | 1910 | 40.215352° N 8.41199° O               | Mais imagens |
| 74011    | Igreja de Santo António dos Olivais ou Santuário de Santo António dos Olivais | Arquitectura religiosa | Igreja     | Santo António dos Olivais | IIP  | 1963 | 40.218057° N 8.40389° O               | Mais imagens |
| 155632   | Capela e Fonte de Santa Comba | Arquitectura religiosa | Capela     | Santo António dos Olivais | VC   | 1998 |                                       |              |
| 3743964  | Casa das Sete Fontes, capela, edifícios anexos e mata | Arquitectura civil     | Conjunto   | Santo António dos Olivais | VC   | 2001 |                                       |              |
| 16245484 | Edifício da Estação Nova |                        |            | São Bartolomeu            | MIP  | 2013 | 40.2088688° N 8.4322385° O            |              |
| 69863    | Igreja de Santiago (Coimbra) | Arquitectura religiosa | Igreja     | São Bartolomeu            | MN   | 1910 | 40.209489° N 8.429278° O              | Mais imagens |
| 69864    | Cerca de Coimbra ou Muralhas de Coimbra designadamente o Arco de Almedina ou Arco Pequeno de Almedina                                                                                     | Arquitectura civil     | Cerca      | São Bartolomeu            | MN   | 1935 | 40.209071° N 8.428785° O              | Mais imagens |
| 73158    | Edifício Chiado | Arquitectura civil     | Edifício   | São Bartolomeu            | IIP  | 2002 | 40.20865542° N 8.42889578° O          | Mais imagens |
| 73253    | Pelourinho de Coimbra | Arquitectura civil     | Pelourinho | São Bartolomeu            | IIP  | 1933 | 40.208473074811° N 8.4293353557587° O |              |
| 155636   | Igreja de São Bartolomeu, incluindo todo o seu património integrado | Arquitectura Religiosa | Igreja     | São Bartolomeu            | MIP  | 2011 | 40.208249798348° N 8.4295982122421° O | Mais imagens |
| 74205    | Casa do Bispo | Arquitectura civil     | Casa       | São Martinho do Bispo     | IIP  | 1967 | 40.20908093° N 8.45496249° O          |              |
| 73042    | Igreja Paroquial de São Paulo de Frades | Arquitectura religiosa | Igreja     | São Paulo de Frades       | IIP  | 2002 | 40.24436004° N 8.39284286° O          |              |
| 70711    | Cruzeiro de São Marcos | Arquitectura religiosa | Cruzeiro   | São Silvestre             | MN   | 1910 | 40.243331° N 8.550163° O              |              |
| 70712    | Igreja de São Marcos, Mosteiro dos Jerónimos ou Panteão dos Silvas (incluindo Capela dos Reis Magos, retábulo, sacristia, claustro, casa do capítulo, e adegas do Convento de São Marcos) | Arquitectura religiosa | Convento   | São Silvestre             | MN   | 1938 | 40.243844° N 8.549665° O              |              |
| 71518    | Quinta do Paço ou Casa Nobre da Quinta do Paço | Arquitectura civil     | Quinta     | São Silvestre             | IIM  | 1997 | 40.22594918° N 8.53258678° O          |              |
| 70104    | Colégio de São Jerónimo | Arquitectura religiosa | Colégio    | Sé Nova                   | MN   | 2002 | 40.208641° N 8.422905° O              | Mais imagens |
| 70173    | Aqueduto de São Sebastião ou Arcos do Jardim | Arquitectura civil     | Aqueduto   | Sé Nova                   | MN   | 1910 | 40.206611° N 8.424019° O              | Mais imagens |
| 70313    | Portais da extinta Igreja de Santa Ana ou Convento de Santa Ana | Arquitectura religiosa | Portal     | Sé Nova                   | MN   | 1910 | 40.209159° N 8.425065° O              | Mais imagens |
| 70314    | Portal do Colégio de São Tomás | Arquitectura religiosa | Portal     | Sé Nova                   | MN   | 1910 | 40.208879° N 8.425234° O              |              |
| 70315    | Sé Nova de Coimbra ou Colégio dos Jesuítas ou Igreja das Onze Mil Virgens | Arquitectura religiosa | Sé         | Sé Nova                   | MN   | 1910 | 40.209444° N 8.424444° O              | Mais imagens |
| 70316    | Igreja de São Salvador | Arquitectura religiosa | Igreja     | Sé Nova                   | MN   | 1910 | 40.209144° N 8.425182° O              |              |
| 70317    | Paço Episcopal de Coimbra ou Museu Nacional de Machado de Castro | Arquitectura religiosa | Paço       | Sé Nova                   | MN   | 1910 | 40.208803° N 8.425453° O              | Mais imagens |
| 70318    | Paços da Universidade ou Paços das Escolas | Arquitectura civil     | Paço       | Sé Nova                   | MN   | 1910 | 40.20748254° N 8.42620084° O          | Mais imagens |
| 73923    | Parque de Santa Cruz ou Jardim da Sereia | Arquitectura civil     | Parque     | Sé Nova                   | IIP  | 1970 | 40.20941° N 8.417679° O               | Mais imagens |
| 73924    | Jardim Botânico da Universidade de Coimbra, incluindo cerca | Arquitectura civil     | Jardim     | Sé Nova                   | IIP  | 1996 | 40.20560908° N 8.42273952° O          | Mais imagens |
| 327981   | Escola Secundária José Falcão / Antigo Liceu Júlio Henriques / Antigo Liceu Nacional D. João III                                                                                          | Arquitectura civil     | Escola     | Sé Nova                   | MIP  | 2010 | 40.211617° N 8.412913° O              |              |
| 10784598 | Corpo Principal da Antiga Cadeia Penitenciária de Coimbra / Estabelecimento Prisional Central e Regional de Coimbra                                                                       | Arquitectura civil     | Cadeia     | Sé Nova                   | MIP  | 2011 | 40.20760989° N 8.41851953° O          |              |
| 12496738 | Edifício do Hotel Astória | Arquitectura civil     | Hotel      | Sé Nova                   | MIP  | 2011 | 40.20777776° N 8.4304894° O           |              |
| 155633   | Igreja Matriz de Souselas ou Igreja de São Tiago (Souselas) | Arquitectura religiosa | Igreja     | Souselas                  | VC   | 1999 |                                       |              |

 Legenda: PM - Património Mundial · MN - Monumento Nacional · IIP - Imóvel de Interesse Público · MIP - Monumento de Interesse Público · CIP - Conjunto de Interesse Público · SIP - Sítio de Interesse Público · IIM - Imóvel de Interesse Municipal · MIM - Monumento de Interesse Municipal · CIM - Conjunto de Interesse Municipal · SIM - Sítio de Interesse Municipal · VC - Em vias de classificação · SPL - Sem proteção legal

## Condeixa-a-Nova
| ID       | Designações                                                            | Categoria              | Tipologia  | Freguesia        | Grau | Ano  | Coordenadas                  | Imagem       |
| -------- | ---------------------------------------------------------------------- | ---------------------- | ---------- | ---------------- | ---- | ---- | ---------------------------- | ------------ |
| 71590    | Solar da Quinta de São Tomé                                            | Arquitectura civil     | Casa       | Condeixa-a-Nova  | IIM  | 1974 | 40.11165666° N 8.49131977° O |              |
| 73874    | Palácio dos Figueiredos                                                | Arquitectura civil     | Palácio    | Condeixa-a-Nova  | IIP  | 1974 | 40.11286631° N 8.49902078° O |              |
| 73875    | Palácio dos Lemos ou Palácio Ramalho Lemos ou Palácio Sotto Maior      | Arquitectura civil     | Palácio    | Condeixa-a-Nova  | IIP  | 1974 | 40.11603249° N 8.49740731° O |              |
| 73876    | Capela de Nossa Senhora da Lapa (Condeixa-a-Nova) ou Capela da Lapinha | Arquitectura religiosa | Capela     | Condeixa-a-Nova  | IIP  | 1997 | 40.11493821° N 8.5016829° O  |              |
| 73877    | Casa das Colunas                                                       | Arquitectura civil     | Casa       | Condeixa-a-Nova  | IIM  | 1974 | 40.11475395° N 8.50015701° O |              |
| 97017350 | Pousada de Santa Cristina / Palácio dos Almadas                        | Monumento              |            | Condeixa-a-Nova  | n/c  |      | 40.117233° N 8.4969° O       |              |
| 70107    | Ruínas de Conímbriga                                                   | Arqueologia            | Cidade     | Condeixa-a-Velha | MN   | 1910 | 40.09891° N 8.493317° O      | Mais imagens |
| 70388    | Aqueduto romano de Conímbriga e Castellum de Alcabideque               | Arquitectura civil     | Aqueduto   | Condeixa-a-Velha | MN   | 1967 | 40.106625° N 8.465126° O     | Mais imagens |
| 73666    | Igreja de Nossa Senhora da Graça (Ega) ou Igreja Matriz de Ega         | Arquitectura religiosa | Igreja     | Ega              | IIP  | 1955 | 40.09543576° N 8.53802371° O |              |
| 73667    | Pelourinho de Ega                                                      | Arquitectura civil     | Pelourinho | Ega              | IIP  | 1933 | 40.097568° N 8.538607° O     |              |
| 327716   | Paço dos Comendadores da Ega ou Paço da Ordem de Cristo                | Arquitectura civil     | Paço       | Ega              | IIP  | 2002 | 40.09568179° N 8.53720431° O |              |

 Legenda: PM - Património Mundial · MN - Monumento Nacional · IIP - Imóvel de Interesse Público · MIP - Monumento de Interesse Público · CIP - Conjunto de Interesse Público · SIP - Sítio de Interesse Público · IIM - Imóvel de Interesse Municipal · MIM - Monumento de Interesse Municipal · CIM - Conjunto de Interesse Municipal · SIM - Sítio de Interesse Municipal · VC - Em vias de classificação · SPL - Sem proteção legal

## Figueira da Foz
| ID       | Designações | Categoria              | Tipologia            | Freguesia                     | Grau | Ano  | Coordenadas                  | Imagem       |
| -------- | --- | ---------------------- | -------------------- | ----------------------------- | ---- | ---- | ---------------------------- | ------------ |
| 70387    | Monumentos da Serra da Brenha, que incluem o Dólmen das Carniçosas                                                                        | Arqueologia            | Núcleo de povoamento | Alhadas                       | MN   | 1910 | 40.186662° N 8.806893° O     |              |
| 9994172  | Casa da Renda | n/a                    | n/a                  | Alhadas                       | IIM  |      | 40.19216245° N 8.78996408° O |              |
| 3754425  | Igreja Paroquial de Brenha | Arquitectura religiosa | Igreja               | Brenha                        | IIM  | 2004 | 40.19294057° N 8.8278438° O  |              |
| 70908    | Torre de Redondos (restos) ou Castelo de Redondos                                                                                         | Arquitectura militar   | Torre                | Buarcos                       | IIM  | 1996 | 40.1668149° N 8.87705596° O  |              |
| 73660    | Fortaleza de Buarcos | Arquitectura militar   | Fortaleza            | Buarcos                       | IIP  | 1961 | 40.16474979° N 8.87888805° O | Mais imagens |
| 73661    | Fortim dos Palheiros | Arquitectura militar   | Fortim               | Buarcos                       | IIP  | 1967 | 40.15783142° N 8.86794355° O |              |
| 73662    | Igreja da Misericórdia de Buarcos | Arquitectura religiosa | Igreja               | Buarcos                       | IIP  | 1978 | 40.16537651° N 8.87806148° O | Mais imagens |
| 73663    | Pelourinho de Buarcos | Arquitectura civil     | Pelourinho           | Buarcos                       | IIP  | 1933 | 40.164796° N 8.878044° O     |              |
| 73664    | Pelourinho de Redondos | Arquitectura civil     | Pelourinho           | Buarcos                       | IIP  | 1933 | 40.166292° N 8.876669° O     |              |
| 73665    | Capela de Nossa Senhora da Conceição (Buarcos)                                                                                            | Arquitectura religiosa | Capela               | Buarcos                       | IIP  | 1961 | 40.1644682° N 8.87926059° O  |              |
| 3751977  | Capela de Nossa Senhora da Encarnação (Buarcos)                                                                                           | Arquitectura religiosa | Capela               | Buarcos                       | IIM  | 2004 | 40.16978496° N 8.87313229° O |              |
| 3754161  | Farol do Cabo Mondego | Arquitectura civil     | Farol                | Buarcos                       | IIM  | 2004 | 40.1655221° N 8.8792252° O   | Mais imagens |
| 3754284  | Igreja de São Pedro de Buarcos | Arquitectura religiosa | Igreja               | Buarcos                       | VC   | 2002 |                              |              |
| 3754729  | Teatro Trindade | Arquitectura civil     | Teatro               | Buarcos                       | VC   | 2002 | 40.166067° N 8.877006° O     |              |
| 74140    | Castro de Santa Olaia ou Castro de Santa Eulália                                                                                          | Arqueologia            | Povoado fortificado  | Ferreira-a-Nova               | IIP  | 1953 | 40.15310303° N 8.71994268° O |              |
| 10779773 | Igreja de Nossa Senhora da Conceição, Paroquial de Lavos / Igreja de Santa Luzia                                                          | Arquitectura religiosa | Igreja               | Lavos                         | MIP  | 2011 | 40.094412° N 8.828499° O     |              |
| 73366    | Paço de Maiorca ou Paço dos Viscondes de Maiorca                                                                                          | Arquitectura civil     | Paço                 | Maiorca                       | IIP  | 1977 | 40.16553897° N 8.75291812° O |              |
| 155649   | Casa da Quinta ou Casa da Baía | Arquitectura civil     | Quinta               | Maiorca                       | IIP  | 1999 |                              |              |
| 3754349  | Igreja Matriz de Maiorca ou Igreja Paroquial de Maiorca                                                                                   | Arquitectura religiosa | Igreja               | Maiorca                       | VC   | 2000 |                              |              |
| 3754624  | Palácio do Conselheiro Branco | Arquitectura civil     | Palácio              | Maiorca                       | IIM  | 2002 | 40.16776274° N 8.75638965° O |              |
| 74885    | Capela de Nossa Senhora de Ceiça | Arquitectura religiosa | Capela               | Marinha das Ondas             | IIP  | 1970 | 40.04556014° N 8.78932572° O |              |
| 71634    | Mosteiro de Santa Maria de Seiça ou Mosteiro de Ceiça                                                                                     | Arquitectura religiosa | Mosteiro             | Paião                         | IIP  | 2002 | 40.045953° N 8.781436° O     |              |
| 3754660  | Ponte da Cerca sobre o ribeiro de Ceiça                                                                                                   | n/a                    | n/a                  | Paião                         | IIM  |      | 40.06994518° N 8.80707302° O |              |
| 3754444  | Igreja Paroquial de Quiaios | Arquitectura religiosa | Igreja               | Quiaios                       | IIM  | 2003 | 40.21412824° N 8.8489466° O  |              |
| 70507    | Pelourinho da Figueira da Foz | Arquitectura civil     | Pelourinho           | São Julião da Figueira da Foz | MN   | 1910 | 40.14959° N 8.858115° O      |              |
| 71189    | Conjunto do Castelo das Conchas (ou Castelo Engenheiro Silva), edifício (do antigo Turismo) e Casa das Conchas, Esplanada Silva Guimarães | Arquitectura civil     | Conjunto             | São Julião da Figueira da Foz | VC   | 1997 |                              |              |
| 71190    | Casino Oceano (edifício) | n/a                    | n/a                  | São Julião da Figueira da Foz | IIM  |      | 40.14976161° N 8.86378409° O | Mais imagens |
| 72203    | Hotel Mercure ou Grande Hotel da Figueira (incluindo piscinas)                                                                            | Arquitectura civil     | Hotel                | São Julião da Figueira da Foz | IIP  | 2002 | 40.15148393° N 8.86627891° O | Mais imagens |
| 74200    | Forte de Santa Catarina | Arquitectura militar   | Forte                | São Julião da Figueira da Foz | IIP  | 1961 | 40.14803451° N 8.86631217° O | Mais imagens |
| 74201    | Igreja de Santo António do Convento de Santo António (São Julião da Figueira da Foz)                                                      | Arquitectura religiosa | Igreja               | São Julião da Figueira da Foz | IIP  | 1978 | 40.15262892° N 8.85606888° O |              |
| 74202    | Capela de Santa Catarina (dentro do reduto do Forte de Santa Catarina)                                                                    | Arquitectura religiosa | Capela               | São Julião da Figueira da Foz | IIP  | 1961 | 40.14803436° N 8.86633564° O |              |
| 74203    | Casa do Paço | Arquitectura civil     | Casa                 | São Julião da Figueira da Foz | IIP  | 1967 | 40.14884262° N 8.85956111° O |              |
| 74204    | Cruzeiro de pedra | Arquitectura religiosa | Cruzeiro             | São Julião da Figueira da Foz | IIP  | 1961 | 40.15410212° N 8.85378415° O |              |
| 3753917  | Centro de diversões | Arquitectura civil     | Centro recreativo    | São Julião da Figueira da Foz | IIM  | 2002 | 40.14972185° N 8.86295042° O |              |
| 3753958  | Edifício da Alfândega | Arquitectura civil     | Alfândega            | São Julião da Figueira da Foz | IIM  | 2004 | 40.14900985° N 8.85730964° O |              |
| 3754022  | Edifiício da Assembleia Figueirense | Arquitectura civil     | Edifício             | São Julião da Figueira da Foz | IIM  | 2002 | 40.14828164° N 8.85422716° O |              |
| 3754093  | Edifício da Caixa Geral de Depósitos | Arquitectura civil     | Edifício             | São Julião da Figueira da Foz | VC   | 2002 |                              |              |
| 3754116  | Edifício dos Paços do Concelho (São Julião da Figueira da Foz)                                                                            | Arquitectura civil     | Paço                 | São Julião da Figueira da Foz | IIM  | 2001 | 40.14828669° N 8.85486094° O |              |
| 3754389  | Igreja de São Julião (São Julião da Figueira da Foz)                                                                                      | Arquitectura religiosa | Igreja               | São Julião da Figueira da Foz | VC   | 2002 |                              | Mais imagens |
| 3754452  | Mercado Municipal Engenheiro Silva | Arquitectura civil     | Mercado              | São Julião da Figueira da Foz | IIM  | 2004 | 40.14894507° N 8.86188588° O |              |
| 3754692  | Quinta das Olaias | Arquitectura civil     | Quinta               | São Julião da Figueira da Foz | IIM  | 2002 | 40.15291095° N 8.85848957° O |              |
| 3754758  | Torre do Relógio (Figueira da Foz) | Arquitectura civil     | Torre                | São Julião da Figueira da Foz | IIM  | 2004 | 40.1491635° N 8.86579622° O  | Mais imagens |
| 9994135  | Coliseu Figueirense | n/a                    | n/a                  | São Julião da Figueira da Foz | IIM  |      | 40.1538589° N 8.86525993° O  |              |
| 71588    | Paço de Tavarede ou Solar de Tavarede | Arquitectura civil     | Paço                 | Tavarede                      | IIM  | 1982 | 40.16508346° N 8.84744428° O |              |

 Legenda: PM - Património Mundial · MN - Monumento Nacional · IIP - Imóvel de Interesse Público · MIP - Monumento de Interesse Público · CIP - Conjunto de Interesse Público · SIP - Sítio de Interesse Público · IIM - Imóvel de Interesse Municipal · MIM - Monumento de Interesse Municipal · CIM - Conjunto de Interesse Municipal · SIM - Sítio de Interesse Municipal · VC - Em vias de classificação · SPL - Sem proteção legal

## Góis
| ID       | Designações                                                                                  | Categoria              | Tipologia | Freguesia | Grau | Ano  | Coordenadas                  | Imagem       |
| -------- | -------------------------------------------------------------------------------------------- | ---------------------- | --------- | --------- | ---- | ---- | ---------------------------- | ------------ |
| 73802    | Pedra Letreira                                                                               | Arquitectura civil     | Marco     | Alvares   | IIP  | 1997 | 40.07740257° N 8.07777801° O |              |
| 69763    | Ponte sobre o Rio Ceira e capela hexagonal a sul                                             | Arquitectura civil     | Ponte     | Góis      | IIP  | 1978 | 40.154891° N 8.11225° O      |              |
| 70290    | Igreja Matriz de Góis ou Igreja de Santa Maria Maior incluindo o Túmulo do Conde de Sortelha | Arquitectura religiosa | Igreja    | Góis      | MN   | 1910 | 40.153427° N 8.110478° O     | Mais imagens |
| 73872    | Edifício dos Antigos Paços do Concelho de Góis ou Casa da Quinta                             | Arquitectura civil     | Edifício  | Góis      | IIP  | 1942 | 40.154853° N 8.110583° O     |              |
| 73873    | Solar beirão da Quinta da Capela                                                             | Arquitectura civil     | Solar     | Góis      | IIP  | 1997 | 40.16990492° N 8.11550575° O |              |
| 12506270 | Sede da Comissão de Melhoramentos das Aigras, Comareira e Cerejeira                          | n/a                    | n/a       | Góis      | IIM  |      | 40.15541355° N 8.10985201° O |              |

 Legenda: PM - Património Mundial · MN - Monumento Nacional · IIP - Imóvel de Interesse Público · MIP - Monumento de Interesse Público · CIP - Conjunto de Interesse Público · SIP - Sítio de Interesse Público · IIM - Imóvel de Interesse Municipal · MIM - Monumento de Interesse Municipal · CIM - Conjunto de Interesse Municipal · SIM - Sítio de Interesse Municipal · VC - Em vias de classificação · SPL - Sem proteção legal

## Lousã
| ID     | Designações                                                                                   | Categoria              | Tipologia  | Freguesia     | Grau | Ano  | Coordenadas                  | Imagem       |
| ------ | --------------------------------------------------------------------------------------------- | ---------------------- | ---------- | ------------- | ---- | ---- | ---------------------------- | ------------ |
| 71082  | Casa dos Condes de Foz de Arouce ou Casa da Foz de Arouce                                     | Arquitectura civil     | Casa       | Foz de Arouce | IIM  | 1977 | 40.15810842° N 8.27631172° O |              |
| 70739  | Pelourinho da Lousã                                                                           | Arquitectura civil     | Pelourinho | Lousã         | MN   | 1910 | 40.110812° N 8.245739° O     |              |
| 70740  | Castelo da Lousã                                                                              | Arquitectura militar   | Castelo    | Lousã         | MN   | 1910 | 40.1140002° N 8.25862359° O  | Mais imagens |
| 71076  | Palácio dos Salazares ou Casa da Viscondessa de Espinhal ou Palácio dos Viscondes do Espinhal | Arquitectura civil     | Palácio    | Lousã         | IIP  | 2002 | 40.11760761° N 8.25393809° O |              |
| 71077  | Casa de Baixo                                                                                 | Arquitectura civil     | Casa       | Lousã         | IIM  | 1977 | 40.11760511° N 8.25628419° O |              |
| 71078  | Casa de Santa Rita                                                                            | Arquitectura religiosa | Capela     | Lousã         | IIM  | 1977 | 40.11400274° N 8.25627762° O |              |
| 71079  | Casa do Fundo de Vila                                                                         | Arquitectura civil     | Casa       | Lousã         | IIM  | 1977 | 40.11580138° N 8.25862694° O |              |
| 72967  | Capela da Misericórdia da Lousã                                                               | Arquitectura religiosa | Capela     | Lousã         | IIP  | 1948 | 40.11580642° N 8.25393487° O |              |
| 72968  | Casa da Rua Nova ou Casa de Cima                                                              | Arquitectura civil     | Casa       | Lousã         | IIP  | 1949 | 40.11580393° N 8.25628091° O |              |
| 155725 | Casa do Comendador Montenegro                                                                 | n/a                    | n/a        | Lousã         | IIM  |      | 40.11580393° N 8.25628091° O |              |
| 155726 | Casa de S. Bento, do Regueiro ou de Júlio de Lemos                                            | n/a                    | n/a        | Lousã         | IIM  |      | 40.11105861° N 8.24677148° O |              |
| 155727 | Casa da Quinta de Baixo ou Casa da Quinta de S. José                                          | n/a                    | n/a        | Lousã         | IIM  |      | 40.11105861° N 8.24677148° O |              |
| 71006  | Fábrica de Papel do Boque                                                                     | Arquitectura civil     | Fábrica    | Serpins       | IIM  | 1992 | 40.15366023° N 8.22231354° O |              |
| 72309  | Pelourinho de Serpins                                                                         | Arquitectura civil     | Pelourinho | Serpins       | IIP  | 1933 | 40.156773° N 8.19746° O      |              |
| 70912  | Casa do Arco ou Casa dos Magalhães Mexias                                                     | Arquitectura civil     | Casa       | Vilarinho     | IIM  | 1977 | 40.11493111° N 8.22695425° O |              |
| 70913  | Casa dos Lopes Quaresma                                                                       | Arquitectura civil     | Casa       | Vilarinho     | IIM  | 1977 | 40.1167323° N 8.22695676° O  |              |
| 73722  | Igreja Paroquial de Vilarinho                                                                 | Arquitectura religiosa | Igreja     | Vilarinho     | IIP  | 1945 | 40.12575053° N 8.21054467° O |              |
| 73723  | Capela de Santa Rita                                                                          | Arquitectura civil     | Casa       | Vilarinho     | IIP  | 1945 | 40.11493111° N 8.22695425° O |              |
| 155728 | Capela do Reguengo                                                                            | Arquitectura religiosa | Capela     | Vilarinho     | VC   | 1996 |                              |              |

 Legenda: PM - Património Mundial · MN - Monumento Nacional · IIP - Imóvel de Interesse Público · MIP - Monumento de Interesse Público · CIP - Conjunto de Interesse Público · SIP - Sítio de Interesse Público · IIM - Imóvel de Interesse Municipal · MIM - Monumento de Interesse Municipal · CIM - Conjunto de Interesse Municipal · SIM - Sítio de Interesse Municipal · VC - Em vias de classificação · SPL - Sem proteção legal

## Mira
| ID    | Designações                                    | Categoria              | Tipologia  | Freguesia | Grau | Ano  | Coordenadas                  | Imagem |
| ----- | ---------------------------------------------- | ---------------------- | ---------- | --------- | ---- | ---- | ---------------------------- | ------ |
| 74801 | Igreja Paroquial de Mira ou Igreja de São Tomé | Arquitectura religiosa | Igreja     | Mira      | IIP  | 1967 | 40.42608216° N 8.73533436° O |        |
| 74802 | Pelourinho de Mira                             | Arquitectura civil     | Pelourinho | Mira      | IIP  | 1933 | 40.428164° N 8.736756° O     |        |

 Legenda: PM - Património Mundial · MN - Monumento Nacional · IIP - Imóvel de Interesse Público · MIP - Monumento de Interesse Público · CIP - Conjunto de Interesse Público · SIP - Sítio de Interesse Público · IIM - Imóvel de Interesse Municipal · MIM - Monumento de Interesse Municipal · CIM - Conjunto de Interesse Municipal · SIM - Sítio de Interesse Municipal · VC - Em vias de classificação · SPL - Sem proteção legal

## Miranda do Corvo
| ID    | Designações                                                 | Categoria              | Tipologia  | Freguesia        | Grau | Ano  | Coordenadas                  | Imagem |
| ----- | ----------------------------------------------------------- | ---------------------- | ---------- | ---------------- | ---- | ---- | ---------------------------- | ------ |
| 74884 | Pelourinho de Miranda do Corvo                              | Arquitectura civil     | Pelourinho | Miranda do Corvo | IIP  | 1933 | 40.092879° N 8.332755° O     |        |
| 71186 | Mosteiro do Senhor da Serra ou Santuário do Senhor da Serra | Arquitectura religiosa | Santuário  | Semide           | VC   | 1999 |                              |        |
| 74998 | Convento de Santa Maria de Semide                           | Arquitectura religiosa | Convento   | Semide           | IIP  | 1993 | 40.15790054° N 8.33655941° O |        |

 Legenda: PM - Património Mundial · MN - Monumento Nacional · IIP - Imóvel de Interesse Público · MIP - Monumento de Interesse Público · CIP - Conjunto de Interesse Público · SIP - Sítio de Interesse Público · IIM - Imóvel de Interesse Municipal · MIM - Monumento de Interesse Municipal · CIM - Conjunto de Interesse Municipal · SIM - Sítio de Interesse Municipal · VC - Em vias de classificação · SPL - Sem proteção legal

## Montemor-o-Velho
| ID       | Designações                                                                                         | Categoria              | Tipologia  | Freguesia        | Grau | Ano  | Coordenadas                  | Imagem       |
| -------- | --------------------------------------------------------------------------------------------------- | ---------------------- | ---------- | ---------------- | ---- | ---- | ---------------------------- | ------------ |
| 155786   | Casa Nobre do Morgado e Capela de Santo António                                                     | Arquitectura civil     | Casa       | Abrunheira       | IIM  | 2004 | 40.11520793° N 8.73369211° O |              |
| 10590657 | Cruzeiro de Gatões                                                                                  | n/a                    | n/a        | Gatões           | IIM  |      | 40.21382207° N 8.70694641° O |              |
| 69827    | Igreja de Nossa Senhora dos Anjos, claustro e túmulo de Diogo de Azambuja                           | Arquitectura religiosa | Igreja     | Montemor-o-Velho | MN   | 1936 | 40.177132° N 8.680011° O     |              |
| 70442    | Castelo de Montemor-o-Velho, e Igreja de Santa Maria da Alcáçova anexa                              | Arquitectura militar   | Castelo    | Montemor-o-Velho | MN   | 1910 | 40.174942° N 8.684181° O     | Mais imagens |
| 71476    | Pontes Comportas de Regadio do Poço de Cal                                                          | Arquitectura civil     | Ponte      | Montemor-o-Velho | IIM  | 1997 | 40.17769018° N 8.66379934° O |              |
| 71626    | Pórtico dos Pinas                                                                                   | n/a                    | n/a        | Montemor-o-Velho | IIM  |      | 40.16947505° N 8.68721386° O |              |
| 74934    | Capela da Misericórdia de Montemor-o-Velho                                                          | Arquitectura religiosa | Capela     | Montemor-o-Velho | IIP  | 1950 | 40.172614° N 8.683703° O     |              |
| 74935    | Teatro Ester de Carvalho ou Antigo Teatro Infante D. Manuel                                         | Arquitectura civil     | Teatro     | Montemor-o-Velho | IIP  | 1997 | 40.174269° N 8.682507° O     |              |
| 327717   | Igreja de São Martinho (Montemor-o-Velho) ou Igreja Matriz de Montemor-o-Velho                      | Arquitectura religiosa | Igreja     | Montemor-o-Velho | IIP  | 2002 | 40.17293° N 8.686029° O      |              |
| 7576884  | Solar dos Alarcões                                                                                  | Arquitectura civil     | Solar      | Montemor-o-Velho | IIM  | 2004 | 40.17224466° N 8.68620333° O |              |
| 72057    | Celeiro dos Duques de Aveiro                                                                        | Arquitectura civil     | Celeiro    | Pereira          | IIM  | 2004 | 40.18882227° N 8.58755889° O |              |
| 73721    | Igreja Matriz de Pereira ou Igreja de Santo Estêvão                                                 | Arquitectura religiosa | Igreja     | Pereira          | IIP  | 1951 | 40.18883149° N 8.58521042° O |              |
| 3761015  | Igreja da Misericórdia de Pereira e casa do despacho                                                | Arquitectura religiosa | Igreja     | Pereira          | IIP  | 1978 | 40.18643574° N 8.58526492° O |              |
| 155787   | Capela de Nossa Senhora da Tocha                                                                    | Arquitectura religiosa | Capela     | Santo Varão      | IIM  | 1998 | 40.18512039° N 8.61219242° O |              |
| 72161    | Quinta do Lapuz (Casa com a janela Manuelina e jardins)                                             | Arquitectura civil     | Janela     | Tentúgal         | VC   | 1996 |                              |              |
| 74007    | Igreja da Misericórdia de Tentúgal                                                                  | Arquitectura religiosa | Igreja     | Tentúgal         | IIP  | 1950 | 40.223142° N 8.583881° O     |              |
| 74008    | Igreja Matriz de Tentúgal ou Igreja de Santa Maria de Mourão ou Igreja de Nossa Senhora da Assunção | Arquitectura religiosa | Igreja     | Tentúgal         | IIP  | 1950 | 40.21671609° N 8.59361942° O |              |
| 74009    | Pelourinho de Póvoa de Santa Cristina                                                               | Arquitectura civil     | Pelourinho | Tentúgal         | IIP  | 1933 | 40.228734° N 8.600091° O     |              |
| 74010    | Torre do Relógio (Tentúgal)                                                                         | Arquitectura militar   | Torre      | Tentúgal         | IIP  | 1950 | 40.21672544° N 8.59126999° O |              |
| 155788   | Paço dos Duques de Cadaval ou Paço do Infante D. Pedro ou Paço dos Condes de Tentúgal               | Arquitectura civil     | Paço       | Tentúgal         | VC   | 1998 |                              |              |
| 71183    | Casa do Torreão ou Casas Altas (século XVI)                                                         | Arquitectura civil     | Casa       | Verride          | IIM  | 2004 | 40.15492194° N 8.71643732° O |              |
| 155789   | Convento de Almiara ou Mosteiro de Verride                                                          | Arquitectura religiosa | Mosteiro   | Verride          | MIP  | 2011 | 40.14050141° N 8.71866059° O |              |

 Legenda: PM - Património Mundial · MN - Monumento Nacional · IIP - Imóvel de Interesse Público · MIP - Monumento de Interesse Público · CIP - Conjunto de Interesse Público · SIP - Sítio de Interesse Público · IIM - Imóvel de Interesse Municipal · MIM - Monumento de Interesse Municipal · CIM - Conjunto de Interesse Municipal · SIM - Sítio de Interesse Municipal · VC - Em vias de classificação · SPL - Sem proteção legal

## Oliveira do Hospital
| ID      | Designações | Categoria              | Tipologia  | Freguesia            | Grau | Ano  | Coordenadas                           | Imagem       |
| ------- | --- | ---------------------- | ---------- | -------------------- | ---- | ---- | ------------------------------------- | ------------ |
| 71182   | Santuário de Nossa Senhora das Preces                                                                                   | Arquitectura religiosa | Santuário  | Aldeia das Dez       | VC   | 1991 |                                       |              |
| 73719   | Ponte medieval de Alvoco das Várzeas, sobre a ribeira de Vide                                                           | Arquitectura civil     | Ponte      | Alvoco das Várzeas   | IIP  | 1996 | 40.30061585° N 7.83617202° O          |              |
| 71499   | Casa de Brás Garcia Mascarenhas                                                                                         | Arquitectura civil     | Casa       | Avô                  | IIM  | 1997 | 40.29354038° N 7.90530953° O          |              |
| 74996   | Castelo de Avô, incluindo as ruínas da Ermida de São Miguel                                                             | Arqueologia            | Castelo    | Avô                  | IIP  | 1963 | 40.29313337° N 7.90441707° O          | Mais imagens |
| 74997   | Pelourinho de Avô | Arquitectura civil     | Pelourinho | Avô                  | IIP  | 1933 | 40.29307° N 7.905804° O               | Mais imagens |
| 70552   | Ruínas romanas de Bobadela                                                                                              | Arqueologia            | Cidade     | Bobadela             | MN   | 1936 | 40.3611° N 7.893589° O                | Mais imagens |
| 73332   | Pelourinho de Bobadela                                                                                                  | Arquitectura civil     | Pelourinho | Bobadela             | IIP  | 1933 | 40.360528° N 7.892727° O              | Mais imagens |
| 73334   | Anta do Pinheiro dos Abraços                                                                                            | Arqueologia            | Anta       | Bobadela             | IIP  | 1992 | 40.36685655° N 7.8799865° O           | Mais imagens |
| 73336   | Ponte romana de Bobadela ou Ponte de Bobadela                                                                           | Arquitectura civil     | Ponte      | Bobadela             | IIP  | 1992 | 40.36057959° N 7.89705641° O          |              |
| 73967   | Solar de Ervedal da Beira                                                                                               | Arquitectura civil     | Solar      | Ervedal              | IIP  | 1978 | 40.41871368° N 7.89006761° O          |              |
| 330634  | Pousada de Santa Bárbara                                                                                                | Arquitectura civil     | Pousada    | Lagos da Beira       | VC   | 2002 |                                       |              |
| 70268   | Igreja de São Pedro de Lourosa ou Igreja Matriz de Lourosa                                                              | Arquitectura religiosa | Igreja     | Lourosa              | MN   | 1916 | 40.317469° N 7.931911° O              | Mais imagens |
| 72860   | Pelourinho de Lourosa                                                                                                   | Arquitectura civil     | Pelourinho | Lourosa              | IIP  | 1933 | 40.317669° N 7.930916° O              | Mais imagens |
| 155813  | Casa de Meruge | Arquitectura civil     | Casa       | Meruge               | VC   | 1998 |                                       |              |
| 73717   | Pelourinho de Nogueira do Cravo                                                                                         | Arquitectura civil     | Pelourinho | Nogueira do Cravo    | IIP  | 1933 | 40.337123° N 7.880411° O              | Mais imagens |
| 155814  | Casa do Penedo ou Casa dos Mouros                                                                                       | Arquitectura civil     | Casa       | Nogueira do Cravo    | VC   | 1997 |                                       |              |
| 70671   | Capela dos Ferreiros, anexa à Igreja Matriz de Oliveira do Hospital                                                     | Arquitectura religiosa | Capela     | Oliveira do Hospital | MN   | 1936 | 40.359478° N 7.861882° O              |              |
| 73755   | Pelourinho de Oliveira do Hospital                                                                                      | Arquitectura civil     | Pelourinho | Oliveira do Hospital | IIP  | 1933 | 40.359155° N 7.862245° O              | Mais imagens |
| 71523   | Igreja Matriz de Penalva de Alva ou Igreja de São Tomé                                                                  | Arquitectura religiosa | Igreja     | Penalva de Alva      | IIM  | 1984 | 40.3346421° N 7.83038668° O           |              |
| 73432   | Pelourinho de Penalva de Alva                                                                                           | Arquitectura civil     | Pelourinho | Penalva de Alva      | IIP  | 1933 | 40.334968° N 7.830315° O              | Mais imagens |
| 4244256 | Igreja Paroquial de São Gião                                                                                            | Arquitectura religiosa | Igreja     | São Gião             | VC   | 2002 | 40.336666666667° N 7.7994444444444° O | Mais imagens |
| 73250   | Pelourinho de Seixo da Beira                                                                                            | Arquitectura civil     | Pelourinho | Seixo da Beira       | IIP  | 1933 | 40.458099° N 7.846136° O              |              |
| 73251   | Anta de Curral dos Mouros                                                                                               | Arqueologia            | Anta       | Seixo da Beira       | IIP  | 1959 | 40.45356932° N 7.80421539° O          |              |
| 73604   | Anta de Arcaínha ou Dólmen do Seixo da Beira                                                                            | Arqueologia            | Anta       | Seixo da Beira       | IIP  | 1959 | 40.4440409° N 7.84457326° O           |              |
| 74933   | Igreja de Travanca de Lagos                                                                                             | Arquitectura religiosa | Igreja     | Travanca de Lagos    | IIP  | 1960 | 40.38714881° N 7.88548148° O          |              |
| 4193538 | Convento do Desagravo do Santíssimo Sacramento ou Convento do Desagravo do Santíssimo Sacramento de Vila Pouca da Beira | Arquitectura religiosa | Convento   | Vila Pouca da Beira  | VC   | 2003 | 40.307583° N 7.91745° O               | Mais imagens |

 Legenda: PM - Património Mundial · MN - Monumento Nacional · IIP - Imóvel de Interesse Público · MIP - Monumento de Interesse Público · CIP - Conjunto de Interesse Público · SIP - Sítio de Interesse Público · IIM - Imóvel de Interesse Municipal · MIM - Monumento de Interesse Municipal · CIM - Conjunto de Interesse Municipal · SIM - Sítio de Interesse Municipal · VC - Em vias de classificação · SPL - Sem proteção legal

## Penacova
| ID     | Designações                                                                                                | Categoria              | Tipologia  | Freguesia | Grau | Ano  | Coordenadas                  | Imagem       |
| ------ | --- | ---------------------- | ---------- | --------- | ---- | ---- | ---------------------------- | ------------ |
| 74425  | Pelourinho de Carvalho                                                                                     | Arquitectura civil     | Pelourinho | Carvalho  | IIP  | 1933 | 40.329533° N 8.313198° O     |              |
| 70694  | Mosteiro de Lorvão                                                                                         | Arquitectura religiosa | Mosteiro   | Lorvão    | MN   | 1910 | 40.2594543° N 8.31785733° O  | Mais imagens |
| 72139  | Igreja Paroquial de Penacova                                                                               | Arquitectura religiosa | Igreja     | Penacova  | IIP  | 2002 | 40.27061141° N 8.28120643° O |              |
| 72904  | Pelourinho de Penacova                                                                                     | Arquitectura civil     | Pelourinho | Penacova  | IIP  | 1933 | 40.270643° N 8.27918° O      |              |
| 155817 | Quinta da Ribeira                                                                                          | Arquitectura civil     | Quinta     | Penacova  | VC   | 1997 |                              |              |
| 155819 | Conjunto arquitectónico constituido por um lagar de azeite, duas azenhas, um forno de cal e uma casa rural | Arquitectura civil     | Conjunto   | Penacova  |      | 2010 | 40.26795918° N 8.32125471° O |              |

 Legenda: PM - Património Mundial · MN - Monumento Nacional · IIP - Imóvel de Interesse Público · MIP - Monumento de Interesse Público · CIP - Conjunto de Interesse Público · SIP - Sítio de Interesse Público · IIM - Imóvel de Interesse Municipal · MIM - Monumento de Interesse Municipal · CIM - Conjunto de Interesse Municipal · SIM - Sítio de Interesse Municipal · VC - Em vias de classificação · SPL - Sem proteção legal

## Penela
| ID      | Designações                                             | Categoria              | Tipologia  | Freguesia     | Grau | Ano  | Coordenadas                  | Imagem       |
| ------- | ------------------------------------------------------- | ---------------------- | ---------- | ------------- | ---- | ---- | ---------------------------- | ------------ |
| 74883   | Pelourinho de Podentes                                  | Arquitectura civil     | Pelourinho | Podentes      | IIP  | 1933 | 40.05971993° N 8.40151364° O |              |
| 73035   | Villa romana do Rabaçal                                 | Arqueologia            | Villa      | Rabaçal       | VC   | 1999 |                              |              |
| 3761359 | Castelo de Germanelo                                    | Arquitectura militar   | Castelo    | Rabaçal       | VC   |      |                              | Mais imagens |
| 69809   | Pelourinho de Penela                                    | Arquitectura civil     | Pelourinho | Santa Eufémia | MN   | 1910 | 40.030257° N 8.39099° O      |              |
| 69810   | Castelo de Penela                                       | Arquitectura militar   | Castelo    | Santa Eufémia | MN   | 1910 | 40.031211° N 8.390519° O     | Mais imagens |
| 72227   | Igreja de Santa Eufémia                                 | Arquitectura religiosa | Igreja     | Santa Eufémia | MN   | 2002 | 40.02550811° N 8.39669306° O |              |
| 74882   | Convento de Santo António, incluindo a respectiva cerca | Arquitectura religiosa | Convento   | Santa Eufémia | IIP  | 1996 | 40.0093605° N 8.36735085° O  |              |

 Legenda: PM - Património Mundial · MN - Monumento Nacional · IIP - Imóvel de Interesse Público · MIP - Monumento de Interesse Público · CIP - Conjunto de Interesse Público · SIP - Sítio de Interesse Público · IIM - Imóvel de Interesse Municipal · MIM - Monumento de Interesse Municipal · CIM - Conjunto de Interesse Municipal · SIM - Sítio de Interesse Municipal · VC - Em vias de classificação · SPL - Sem proteção legal

## Soure
| ID     | Designações                      | Categoria              | Tipologia  | Freguesia          | Grau | Ano  | Coordenadas              | Imagem       |
| ------ | -------------------------------- | ---------------------- | ---------- | ------------------ | ---- | ---- | ------------------------ | ------------ |
| 70361  | Castelo de Soure                 | Arquitectura militar   | Castelo    | Soure              | MN   | 1949 | 40.056947° N 8.626103° O | Mais imagens |
| 72131  | Igreja da Misericórdia de Soure  | Arquitectura religiosa | Igreja     | Soure              | VC   | 2001 |                          |              |
| 155896 | Quinta de São Tomé               | Arquitectura civil     | Quinta     | Soure              | VC   | 1997 |                          |              |
| 73922  | Pelourinho de Vila Nova de Anços | Arquitectura civil     | Pelourinho | Vila Nova de Anços | IIP  | 1933 | 40.109826° N 8.636027° O |              |

 Legenda: PM - Património Mundial · MN - Monumento Nacional · IIP - Imóvel de Interesse Público · MIP - Monumento de Interesse Público · CIP - Conjunto de Interesse Público · SIP - Sítio de Interesse Público · IIM - Imóvel de Interesse Municipal · MIM - Monumento de Interesse Municipal · CIM - Conjunto de Interesse Municipal · SIM - Sítio de Interesse Municipal · VC - Em vias de classificação · SPL - Sem proteção legal

## Tábua
| ID      | Designações                        | Categoria              | Tipologia  | Freguesia       | Grau | Ano  | Coordenadas                  | Imagem |
| ------- | ---------------------------------- | ---------------------- | ---------- | --------------- | ---- | ---- | ---------------------------- | ------ |
| 74949   | Pelourinho de Ázere                | Arquitectura civil     | Pelourinho | Ázere           | IIP  | 1933 | 40.349709° N 8.09249° O      |        |
| 74199   | Pelourinho de Candosa              | Arquitectura civil     | Pelourinho | Candosa         | IIP  | 1933 | 40.347604° N 7.968099° O     |        |
| 73754   | Pelourinho de Percelada            | Arquitectura civil     | Pelourinho | Covas           | IIP  | 1933 | 40.349602° N 7.927906° O     |        |
| 72124   | Casa da Vila da Mata               | Arquitectura civil     | Casa       | Midões          | VC   | 1977 |                              |        |
| 73515   | Pelourinho de Midões               | Arquitectura civil     | Pelourinho | Midões          | IIP  | 1933 | 40.384297° N 7.94873° O      |        |
| 73516   | Ponte de Sumes                     | Arquitectura civil     | Ponte      | Midões          | IIP  | 1990 | 40.37150245° N 7.95768012° O |        |
| 3767881 | Casa de João Brandão               | Arquitectura civil     | Casa       | Midões          | VC   | 2002 |                              |        |
| 73152   | Penedo Oscilante ou Penedo Cabana  | n/a                    | n/a        | Póvoa de Midões | IIP  |      | 40.39223549° N 7.9717603° O  |        |
| 73249   | Capela do Senhor dos Milagres      | Arquitectura religiosa | Capela     | Tábua           | IIP  | 1956 | 40.36167579° N 8.02245516° O |        |
| 73607   | Troço da Via antiga da Pedra da Sé | Arqueologia            | Via        | Tábua           | IIP  | 1990 | 40.362599° N 8.037118° O     |        |

 Legenda: PM - Património Mundial · MN - Monumento Nacional · IIP - Imóvel de Interesse Público · MIP - Monumento de Interesse Público · CIP - Conjunto de Interesse Público · SIP - Sítio de Interesse Público · IIM - Imóvel de Interesse Municipal · MIM - Monumento de Interesse Municipal · CIM - Conjunto de Interesse Municipal · SIM - Sítio de Interesse Municipal · VC - Em vias de classificação · SPL - Sem proteção legal

## Vila Nova de Poiares
| ID     | Designações                                | Categoria              | Tipologia | Freguesia              | Grau | Ano  | Coordenadas                  | Imagem       |
| ------ | ------------------------------------------ | ---------------------- | --------- | ---------------------- | ---- | ---- | ---------------------------- | ------------ |
| 74995  | Dólmen de São Pedro Dias                   | Arqueologia            | Dolmen    | Santo André de Poiares | IIP  | 1990 | 40.23454268° N 8.20808523° O |              |
| 72136  | Igreja Matriz de São Miguel de Poiares     | Arquitectura religiosa | Igreja    | São Miguel de Poiares  | VC   | 1999 |                              | Mais imagens |
| 155965 | Conjunto Arquitectónico de Valor Concelhio | Arquitectura civil     | Conjunto  | São Miguel de Poiares  | VC   | 1999 |                              |              |

 Legenda: PM - Património Mundial · MN - Monumento Nacional · IIP - Imóvel de Interesse Público · MIP - Monumento de Interesse Público · CIP - Conjunto de Interesse Público · SIP - Sítio de Interesse Público · IIM - Imóvel de Interesse Municipal · MIM - Monumento de Interesse Municipal · CIM - Conjunto de Interesse Municipal · SIM - Sítio de Interesse Municipal · VC - Em vias de classificação · SPL - Sem proteção legal